# Mirai (malware)
Mirai (japonsky „budoucnost“, 未来) je malware, který napadá k internetu připojená zařízení s operačním systémem Linux a mění je na dálkově ovládané boty, kteří mohou být použiti jako součást botnetu (sítě botů). Primárně cílí na zařízení, jako jsou kamery s připojením k internetu a domácí routery.
Botnet Mirai byl poprvé objeven v srpnu 2016 skupinou tzv. etických hackerů MalwareMustDie. Byl použit v některých z největších DDoS útoků, včetně útoku dne 20. září 2016 na webové stránky novináře Briana Krebse, útoku na francouzský webhosting OVH, či při kyberútoku na společnost Dyn v říjnu 2016.
Díky uniklým logům z korespondence mezi Anna-senpai (pseudonym tvůrce) a Robertem Coelhoem, byl malware pojmenován po televizním anime seriálu Mirai Nikki.
Zdrojový kód malwaru Mirai byl v hackerských fórech publikován jako open-source. Od té doby se stejné techniky používají i v jiných malwarech.